# ヨハネ (使徒)
使徒ヨハネ（しとヨハネ）は、新約聖書に登場するイエスの使徒の一人。洗礼者ヨハネと区別するために特に「使徒ヨハネ」と呼んだり、ゼベダイの子ヨハネ、福音記者ヨハネと呼ぶこともある。聖人の概念を持つ全ての教派で、聖人として崇敬されている。
日本ハリストス正教会における呼称では教会スラヴ語から転写しイオアン。聖使徒福音者神学者イオアンとも呼ばれる。英語表記ではジョン（John）である。
正教会での記憶日は10月9日（修正ユリウス暦使用教会では9月26日）。カトリック教会での記念日は12月27日。

## 概要
ヨハネは兄のヤコブとともにガリラヤ湖で漁師をしていたが、ナザレのイエスと出会い、その最初の弟子の一人となった。ペトロ、兄弟ヤコブとともに特に地位の高い弟子とされ、イエスの変容の場面や、ゲッセマネにおけるイエス最後の祈りの場面では、彼ら三人だけが伴われている。『ルカによる福音書』ではイエスから最後の晩餐の準備をペトロとヨハネの2人が仰せつかっている。
『ヨハネによる福音書』ではイエスが十字架にかけられたときも弟子としてただ一人「愛する弟子」が十字架の下にいたと書かれている。このためキリスト磔刑図においては、伝統的にイエスの母マリアとヨハネを左右に配する構図が存在する。
また、『ヨハネ福音書』ではイエスの墓が空であることを聞いてペトロとかけつけ、真っ先に墓にたどりついたのもこの弟子であり、伝統的に使徒ヨハネのことだと信じられている（これについては「イエスの愛しておられた弟子」を参照）。
ヨハネは初代教会においてペトロとともに指導的立場にあった。
古い伝承では使徒たちの中で唯一殉教しなかったとされる。イエスの母マリアを連れエフェソスに移り住んだヨハネは、のちにパトモス島に幽閉され、そこで黙示録を記した。釈放されてエフェソスに戻り、そこで没した。福音書を書いたのはパトモス島から釈放された後、老年に達してからで、弟子プロクロスが口述したと伝えられる。またアトス山修道院を開いたのは、ヨハネに伴われたイエスの母マリアであるとする伝説もある。

## 著書について
教会では伝統的には『ヨハネによる福音書』、『ヨハネの手紙一』、『ヨハネの手紙二』、『ヨハネの手紙三』、『ヨハネの黙示録』が使徒ヨハネによって書かれたとされてきたが、高等批評の影響を受ける近代聖書学ではそのような見解を支持しない学者が多い。ただし、保守的な立場では今も伝統的な理解が保持される（詳細はヨハネ文書を参照）。
ヨハネおよび『ヨハネの福音書』はしばしば鷲のシンボルであらわされる。これは『エゼキエル書』1:10に登場する四つの生き物に由来し、それぞれ四人の福音記者と福音書にあてはめられている。